# Laguna Blanca (Uruguay)
Laguna Blanca ist eine Ortschaft in Uruguay.

## Geographie
Sie befindet sich auf dem Gebiet des Departamento Maldonado in dessen Sektor 6. Laguna Blanca liegt unmittelbar an der Atlantikküste eingebettet zwischen La Barra im Westen und Manantiales oder El Chorro im Osten.

## Einwohner
Laguna Blanca hatte 2011 vier Einwohner, alle weiblichen Geschlechts. Für die vorhergehenden Volkszählungen der Jahre 1963, 1975, 1985, 1996 und 2004 sind beim Instituto Nacional de Estadística de Uruguay keine Daten erfasst worden.